# Макера
Макера (абаз. Макьара, карач.-балк. Макер) — река в Карачаево-Черкесии, левый приток Большой Лабы. Длина реки — 18 км, площадь водосборного бассейна — 75,1 км². Впадает в Большую Лабу на 97 км от её устья. Высота истока — 2490 м над уровнем моря. Высота устья — 1280 м над уровнем моря.

## Этимология

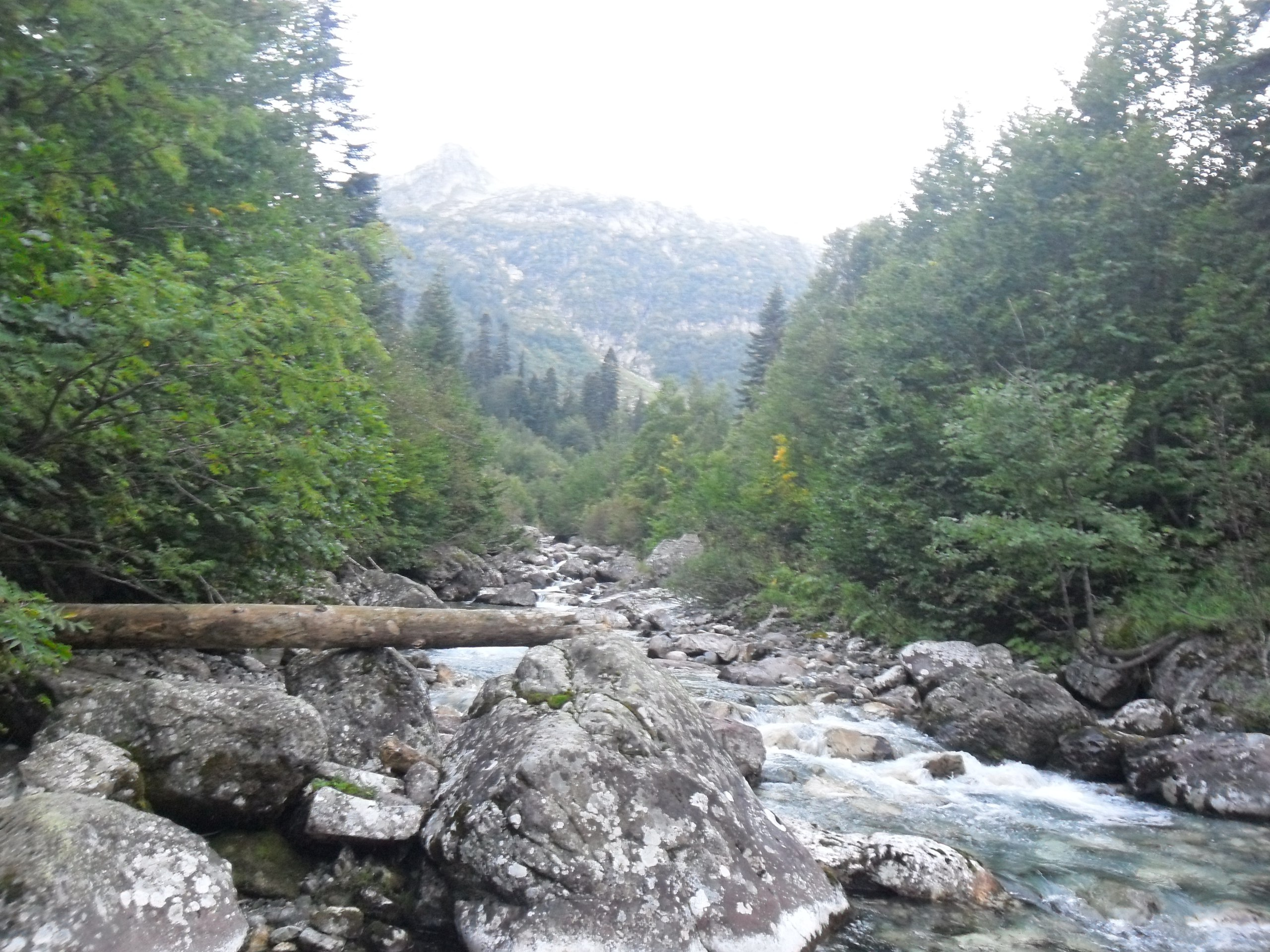
Среднее течение реки Макера

По мнению коллектива авторов Шагирова А. К., Темировой Р. Х. и Шишкановой А. В., топоним происходит от абаз. Макьара — «точильный камень», либо от антропонима абаз. Макьар — фамилии «Макеров».